# مسيح باشا
مسيح باشا (بالتركية الحديثة: Mesih Paşa) ـ (توفي في نوفمبر 1501) هو سياسي عثماني من أصول يونانية بيزنطية، كان ابن شقيق آخر أباطرة الدولة البيزنطية قسطنطين الحادي عشر بالايولوغوس، الذي مات ولم يعقّب ذرية، وكان من المحتمل ـ إذا فشل العثمانيون في فتح القسطنطينية ـ أن يكون مسيح أو أخوه الأكبر ـ الذي أُسر معه بعد سقوط القسطنطينية ـ خليفة له على عرش الإمبراطورية، غير أن الصلبيين أُسرا ورُبيا كوصيفين في قصر السلطان محمد الفاتح، وكان مسيح آنذاك في حوالي العاشرة من عمره.
صار مسيح باشا قبودان باشا للبحرية العثمانية بين عامي 1480 و1491، ثم صدرًا أعظم للدولة العثمانية في عهد السلطان بايزيد الثاني بين عامي 1499 و1501.

## من الحروب التي خاضها
- الحرب العثمانية البندقية (1463 ـ 1479)
- الحرب العثمانية البندقية (1499 ـ 1503)

## أنظر أيضا
- قائمة قباطين البحر العثمانيين.